# Sid Meier's Colonization (computerspel)
Sid Meier's Colonization is een computerspel van MicroProse uit 1994. Het is een turn-based strategyspel waarin je de ontdekking en kolonisatie van de Nieuwe Wereld naspeelt, van de ontdekking in 1492 tot het onafhankelijk worden van de koloniën.
In het begin kiest de speler een van de koloniale machten Engeland, Frankrijk, Spanje of Nederland en vaart met een enkel schip met dappere kolonisten naar het onbekende. Afhankelijk van de natie die je hebt gekozen is het hoofddoel van de missie om nederzettingen te stichten met meer religieuze vrijheid, vriendschap te sluiten met de indianen, winst te maken door grondstoffenhandel of verovering van nieuwe gebieden. Men kan op de kaart van Amerika spelen of de computer een 'random map' laten genereren.
Na de ontdekking van de Nieuwe Wereld moet de speler beslissingen maken over de bouw en uitbreiding van de kolonie, omgaan met verschillende indianenstammen, handelen en oorlog voeren. Er zijn acht inheemse volkeren in Colonization, namelijk de Cherokee, Iroquois, Sioux, Tupi, Arawak, Azteken, Apache en Inca. Deze volkeren willen soms met de speler handelen maar vallen hem ook soms aan. Naast indianen heeft de speler ook te maken met concurrerende Europese naties.
Colonization laat de speler een vloot samenstellen van 5 verschillende soorten schepen, elk met een eigen snelheid, gevechtssterkte, prijs en laadruimte (namelijk karveel, koopvaardijschip, galjoen, fregat en kaperschip). Verder beschikt de speler over drie verschillende militaire eenheden (infanterie, cavalerie en artillerie) en ruim een dozijn kolonisten met verschillende beroepen. Wanneer de speler deze kolonisten op de juiste manier inzet kan hij de kolonie efficiënt en winstgevend maken. Deze kolonisten kunnen opgehaald worden in Europa. Ook kan de speler grondstoffen verkopen in Europa, hoewel het moederland steeds hogere belastingen zal opleggen. De speler kan daarin meegaan of de belasting weigeren, wat leidt tot een handelsboycot met betrekking tot een bepaald goed.
Met het vorderen van het spel verschuift de trouw van de kolonisten steeds verder naar de speler en minder naar de koning van het moederland. Dit kan worden bevorderd door zogenaamde 'liberty bells' (vrijheidsklokken) die worden geproduceerd door staatsmannen. Ook zullen liberty bells leiden tot het toetreden van Founding Fathers tot het Continental Congress. Founding Fathers zijn historische figuren zoals Benjamin Franklin en Simon Bolivar, en iedere Founding Father verleent de speler een bonus.
Bij 50% of meer steun kan de speler de onafhankelijkheid uitroepen, waarop het moederland de kolonie aan zal vallen. Het leger, de Royal Expedition Force (REF) is sterk en talrijk en wordt gesteund door monarchisten binnen de kolonie, maar de speler kan gebruikmaken van het feit dat de kolonisten het terrein kennen. Wanneer de speler de onafhankelijkheidsoorlog wint heeft hij het spel in principe gewonnen, hoewel hij ervoor kan kiezen door te spelen.
Het spel is ontwikkeld door Sid Meier en Brian Reynolds, de ontwikkelaars van respectievelijk Civilization I en Civilization II.